# Grammenjager
In het jargon van buitensporters is grammenjager een lichtelijk spottende benaming voor iemand die zijn of haar bagage of materieel zo licht mogelijk wil houden. Hierbij wordt vaak iedere mogelijkheid aangegrepen om het gewicht te verkleinen en zo de prestatie te vergroten, zelfs als het maar een paar gram scheelt. Hierbij kan men denken aan bergwandelaars, toerfietsers, maar ook wielrenners. De naam wordt ook wel als geuzennaam gebruikt door de grammenjagers zelf.
Een goedkope techniek is het meenemen van zo precies mogelijk afgepaste hoeveelheden (van bijvoorbeeld tandpasta of deodorant). Ook zonder veel kosten is het verwijderen van niet-functionele onderdelen van gebruiksvoorwerpen, zoals het afzagen van de steel van een tandenborstel, of het verwijderen van het karton uit een rol toiletpapier. Vooral deze laatste methode wordt vaak nogal spottend bezien, omdat de "winst" aan gewicht uitermate klein is.
Een duurdere, maar vaak meer doeltreffende methode is het aanschaffen van "lichtgewicht" materieel. Het gaat dan om bijvoorbeeld rugzakken, slaapzakken, schoenen of fietsen. Producten met dezelfde functionaliteit en duurzaamheid maar een lager gewicht zijn echter vaak aanmerkelijk duurder.